# 164 Eva
164 Eva é um asteroide localizado no cinturão principal. Os elementos orbitais desse corpo celeste foram publicados em 1877 pelo astrônomo estadunidense Winslow Upton. Ele é classificado como um asteroide tipo C e é provavelmente composto de materiais carbonáceos condritos primitivos. Ele possui uma magnitude absoluta de 8,84 e um diâmetro de 101,77 ± 3,61 km.

## Descoberta e nomeação
164 Eva foi descoberto no dia 12 de julho de 1876, pelo astrônomo francês Paul Henry em Paris. Acredita-se que o mesmo foi nomeado em honra da Eva bíblica.

## Características orbitais
A órbita de 164 Eva tem uma excentricidade de 0,3446 e possui um semieixo maior de 2,6337 UA. O seu periélio leva o mesmo a uma distância de 1,7262 UA em relação ao Sol e seu afélio a 3,5412 UA.